# Molybdocrates
Molybdocrates är ett släkte av fjärilar. Molybdocrates ingår i familjen vecklare.
Kladogram enligt Catalogue of Life:
| Molybdocrates | \| \| Molybdocrates opulenta \| \| \| \| \| \| Molybdocrates vinculata \| \| \| \| |
|               | \| \| Molybdocrates opulenta \| \| \| \| \| \| Molybdocrates vinculata \| \| \| \| |
|               | Molybdocrates opulenta                                                             |
|               |                                                                                    |
|               | Molybdocrates vinculata                                                            |
|               |                                                                                    |